# Marzyca czarniawa
Marzyca czarniawa (Schoenus nigricans L.) – gatunek rośliny z rodziny ciborowatych (Cyperaceae).

## Rozmieszczenie geograficzne
Gatunek kosmopolityczny. W Polsce znany z kilkunastu stanowisk, skupionych głównie na Pojezierzu Myśliborskim.

## Morfologia

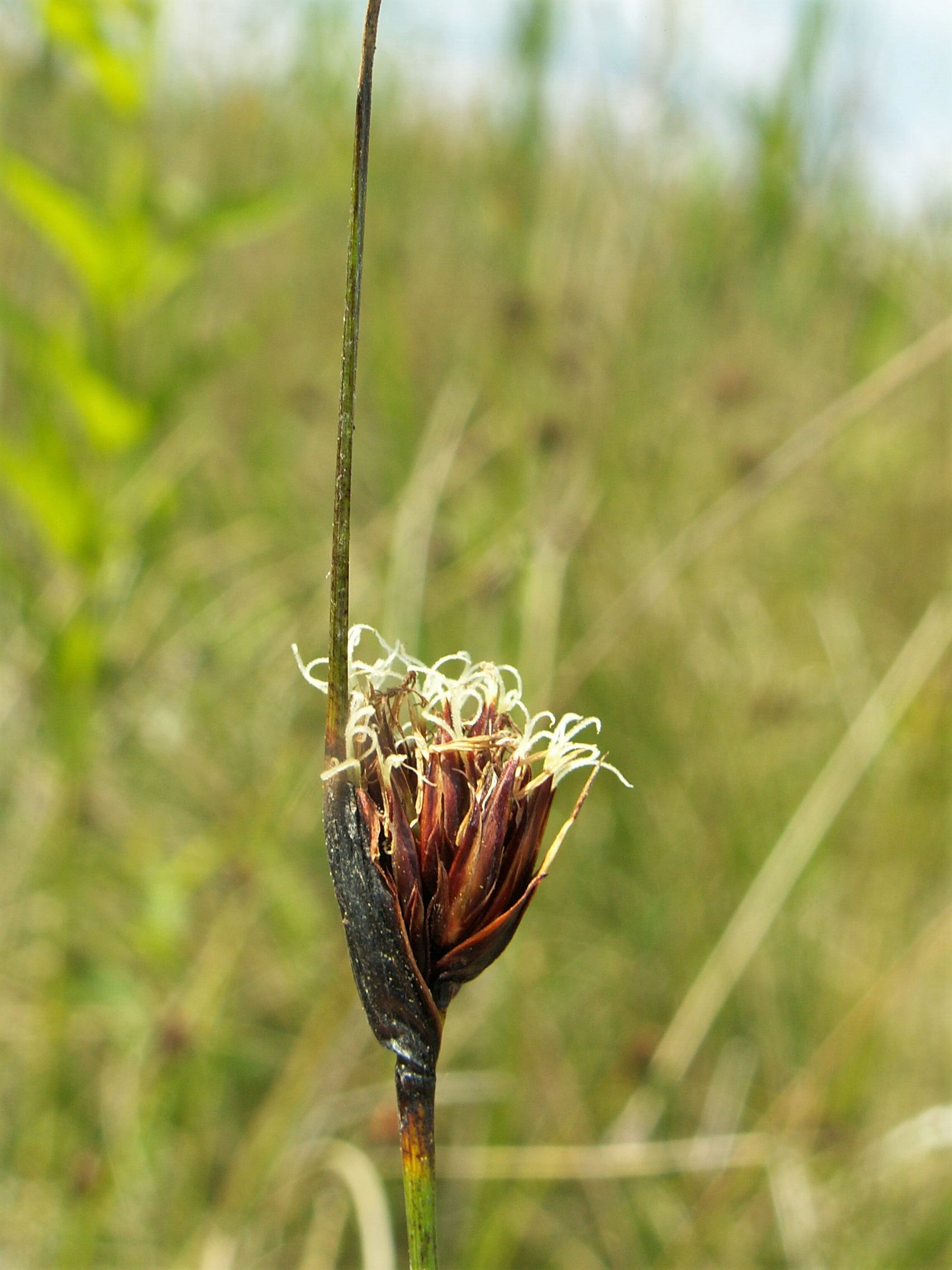
Kwiatostan

PokrójRoślina gęstokępkowa.
ŁodygaDo 40 cm wysokości.
LiścieNiewiele krótsze od łodyg.
KwiatyZebrane w 5-10, 2-3-kwiatowych kłosów, te z kolei zebrane w główkę. Czarnobrunatna podsadka znacznie dłuższa od główki. Przysadki czarnobrunatne, piłkowane na grzbiecie. Okwiat złożony z 3-5 szczecinek.

## Biologia i ekologia
Bylina, hemikryptofit. Rośnie na węglanowych torfowiskach niskich. Kwitnie w czerwcu i lipcu. Gatunek charakterystyczny zespołu Orchido-Schoenetum nigricantis. Liczba chromosomów 2n = 54, 55.

## Zagrożenia i ochrona
Roślina objęta w Polsce ścisłą ochroną gatunkową.
Kategorie zagrożenia gatunku:
- Kategoria zagrożenia w Polsce według Czerwonej listy roślin i grzybów Polski (2006)[9]: V (narażony na wyginięcie); 2016: EN (zagrożony)[10].
- Kategoria zagrożenia w Polsce według Polskiej czerwonej księgi roślin (2001, 2014): VU (narażony)[11].